# スニーカー

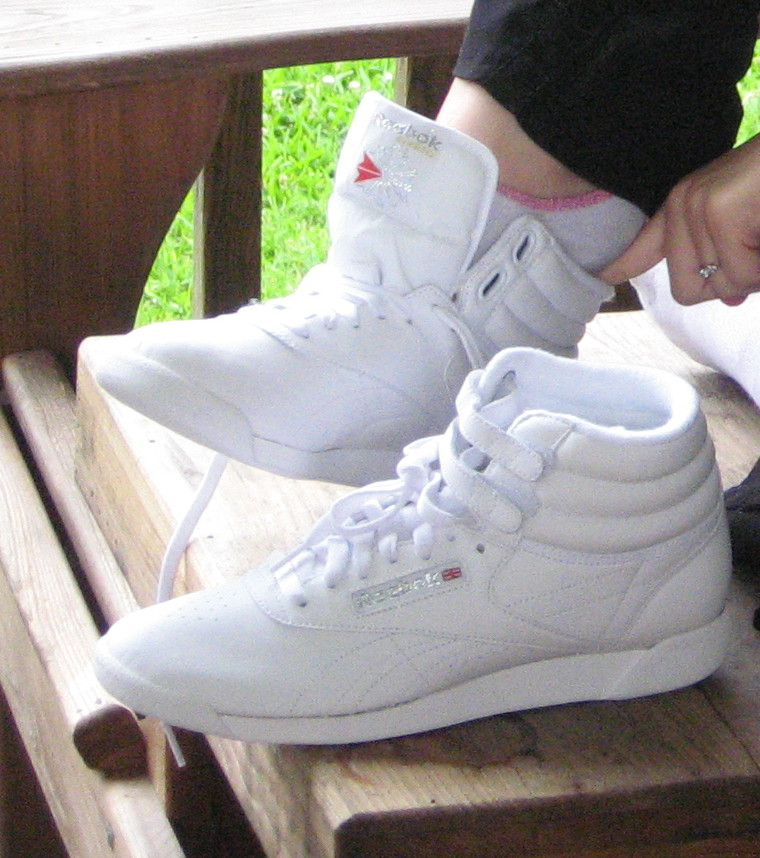
80年代のエアロビクスブームとともにヒットしたスニーカー「リーボック・フリースタイル」

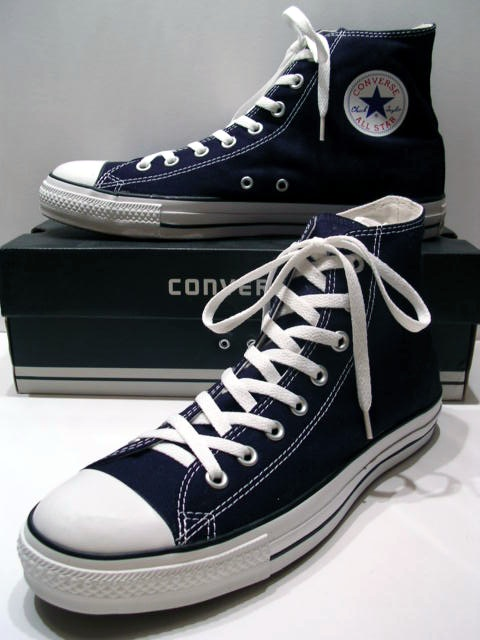
ハイカットスニーカー

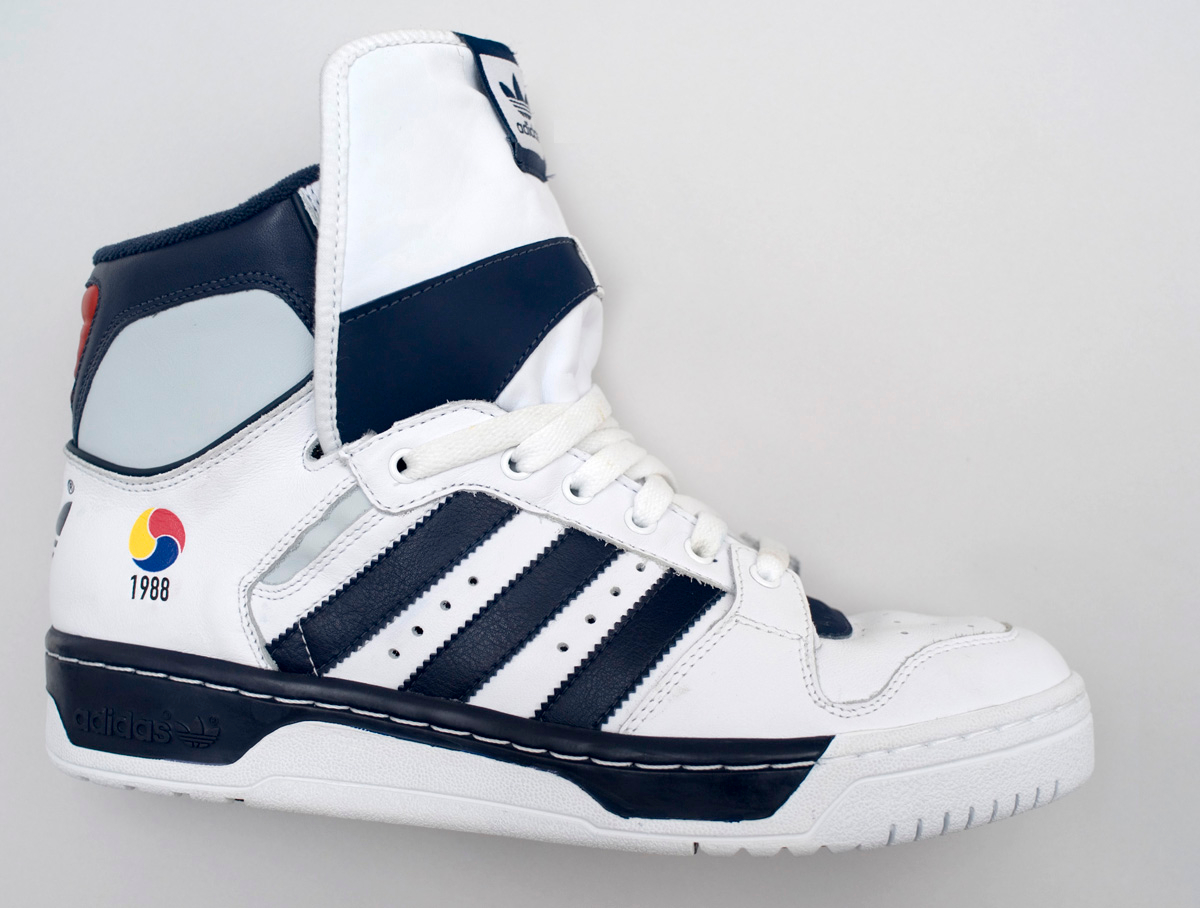
ハイテクスニーカー

スニーカー（sneakers）とは、天然皮革や人工皮革、合成繊維などのアッパーとゴム底などで製造された運動靴の一種。

## 概要
足を覆う上層部を柔らかい皮革や人工素材で覆い、靴底は地面との摩擦を最適に保つためにラバーを使用、足首や甲を補強するヒモやストラップが装備されているものがほとんどである。また、汗を吸収するために内側がタオル地のものも多い。
1893年に、すでにキャンバス地にラバーソールの運動靴はボート競技のために発明されていたが、現代の「スニーカー」と呼ばれる形になるのは100年近く後の話である。

## 語源
語源としては英語の"Sneak"（忍び寄る）から派生している。靴底の堅い革靴と違い、柔らかい素材でできたスニーカーを履けば、後ろから音をたてず静かに忍び寄ることができるということから名付けられた。1916年、Keds社が販売の段階で「静かなクツ」ということをセールスポイントにし、そのキャッチフレーズの一部から産まれたものである。

## 歴史

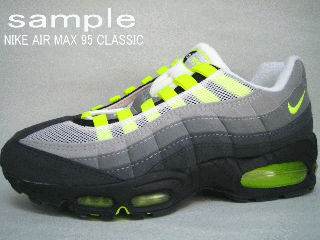
エアマックス95

スニーカーが流行しだしたのは、1970年代後期のことである。それまで若者は、キャンバス地や堅い革のスポーツシューズを好んで履いていたが、一気にスニーカー一色となった。きっかけとしては、アメリカでNBAが1976年にABAから4チームを迎え入れ、それを機に各靴メーカーが大々的にマーケットを広げたことが挙げられる。
1980年代、NBAの一大スターマイケル・ジョーダン (Michael Jordan) のスポンサーであったナイキが、彼をスポークスマンとしてバスケットシューズの新ラインを発表・販売。当時のエア・ジョーダン (Air Jordan) は、100ドルという当時では高価であったにも拘らず、アメリカの販売店では長蛇の列ができ飛ぶ様に売れた。そのコレクション性から、後に日本ではコレクターの間で何万、何十万という値段が付いた。その高額さゆえに、アメリカの低所得地域などではエア・ジョーダンを奪うために傷害事件等が起きている。その他有名ブランドのスニーカーに関しても、似たような事件は後を絶たない。
1990年代、ナイキやリーボックを筆頭にハイテクスニーカーブームが到来。スニーカー専門のファッション雑誌も登場し、流行のスニーカーは盗難、エアマックス狩りが続出、社会現象ともなった。その中でもナイキ・エアマックス95やリーボック・インスタ・ポンプ・フューリーは90年代のハイテクスニーカーブームを象徴する存在と言える。
2000年代に入ると、ローテク、ミッドテクスニーカーが主流となる。ナイキではエアフォース1、ダンクなどが定番としての地位を確立、アディダスではスーパースター、スタンスミスなどが定番として履かれるようになった。また、DCシューズ、VANSに代表されるスケートボードに特化したスニーカーも人気がある。これに加え、コンバースのオールスターなど、昔ながらのキャンバス地スニーカーも根強い人気がある（レザー製スニーカーに比べ安価なのも理由に挙げられる）。レザー製スニーカーでは国産のスピングルムーヴ、ブルーオーバーもある。

2010年代からは著名人とのコラボレーションモデルの増加と、中国やロシアの需要増加により転売市場も大きく成長している。
2020年代には実体が無く購入権のみの「バーチャルスニーカー」も登場するなど、投機対象となっている。

## 日本の主なブランド
- アシックス
- アサヒシューズ
- ムーンスター
- スピングルムーブ[5]
- ブルーオーバー
- ドラゴンベアード
- panther（パンサー）- 現在、オカモトがブランドを継承している。
- REGAL（リーガル）
- Doek（ドゥック）[6]
- YOAK（ヨーク）
- RFW（アールエルダブリュー）[7]
- ミズノ
- アキレス